# Studebaker
Studebaker Brothers Manufacturing Company, eller blot Studebaker, producerede i midten af 1800-tallet vogne til brug ved minearbejde.
Senere begyndte firmaet at producere biler. I 1913 kom den første benzindrevne bil.
Efter depressionen i begyndelsen af 1930'erne i kølvandet på Wall Street-krakket indledte Studebaker en produktion af en lidt mindre og billigere bilmodel under navnet Rockne (opkaldt efter den legendariske norskfødte fodboldtræner Knute Rockne), men produktionen ophørte i 1933, hvor moderfirmaet var i økonomiske vanskeligheder.